# 普尼夫
48°36′38″N 24°31′44″E / 48.61056°N 24.52889°E
普尼夫（烏克蘭語：Пнів），是烏克蘭的村落，位於該國西部伊萬諾-弗蘭科夫斯克州，由納德沃爾納亞區負責管轄，始建於1482年，面積25.4平方公里，2024年人口4,620。